# ۱-متیل‌ایمیدازول
۱-متیل‌ایمیدازول (به انگلیسی: 1-Methylimidazole) با فرمول شیمیایی C4H6N2 یک ترکیب شیمیایی است؛ که جرم مولی آن ۸۲٫۱۰ g/mol می‌باشد.